# Magazinul de după colț
Magazinul de după colț (titlu original: The Shop Around the Corner) este un film de Crăciun american de comedie romantic din 1940 regizat de Ernst Lubitsch. Rolurile principale au fost interpretate de actorii Margaret Sullavan,  James Stewart și Frank Morgan. Filmul prezintă doi angajați de la un magazin de cadouri care abia se pot suporta unul pe altul, fără să își dă seama că au o poveste de dragoste prin corespondența anonimă. Refăcut ca In the Good Old Summertime (1949) sau You've Got Mail (Mesaj pentru tine, 1998).

## Distribuție
- Margaret Sullavan - Klara Novak
- James Stewart - Alfred Kralik
- Frank Morgan - Hugo Matuschek

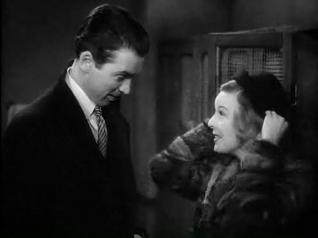
James Stewart și Margaret Sullavan

- Joseph Schildkraut - Ferencz Vadas
- Sara Haden - Flora Kaczek
- Felix Bressart - Pirovitch
- William Tracy - Pepi Katona
- Inez Courtney - Ilona Novotny
- Charles Halton - Detectiv
- Charles Smith - Rudy
- Sarah Edwards - Cumpărător
- Edwin Maxwell - Medic